# Rhipsalis baccifera
Ne doit pas être confondu avec Rhipsalidopsis.
Espèce
Statut de conservation UICN

 LC  : Préoccupation mineure
Statut CITES
Rhipsalis baccifera  est le nom d'une espèce de plantes épiphytes et succulentes de la famille des cactacées.
Les Rhipsalis, et notamment  Rhipsalis baccifera, sont parfois appelés « cactus-gui » (anglais « mistletoe cactus ») car les fruits translucides évoquent les boules du gui, et cette plante pousse sur les arbres, mais les Rhipsalis ne sont pas des plantes parasites. Il a été surnommé aussi « rhipsalis à baie » ou « cactus-spaghetti » .
Les jeunes pousses émergeant du sol sont épineuses : elles produisent des tiges angulaires épineuses qui avec l’âge perdent peu à peu leurs épines et deviennent cylindriques et inermes.
L’aire d’origine couvre l’Amérique tropicale et subtropicale, l’Afrique tropicale et Madagascar. La plante s’accroche sur les branches des arbres ou sur les rochers par une seule tige et laisse pendre ses longues tiges vertes.
Il existe quatre sous-espèces dont une nommée horrida dotée d’épines.
L’espèce est indigène à La Réunion où elle est appelée La Perle, Liane sans feuille dans le Sud.
Le cactus spaghetti est utilisé en intérieur, elle convient très bien en corbeille en suspension.

## Nomenclature et étymologie
L’espèce a été décrite et nommée Cassytha baccifera par le botaniste suédois, élève de Linné, Daniel Solander en 1771 dans Illustratio systematis sexualis Linnaei Class 9, Ordo 1. 1777. Abusé par son apparence, Solander n’avait pas vu que c’était une Cactacée l’avait considérée comme une plante parasite de la famille des Lauracées.
En 1939, William Thomas Stearn transfère l’espèce du genre Cassytha dans le genre Rhipsalis (The Cactus Journal [Croydon] 7(4): 107.) de la famille des Cactaceae.
Le nom du genre Rhipsalis vient d'un mot grec ῥίψ, ῥιπός (ἡ), rhips « natte de roseau, claie » (dans Odyssée, 5, 256, Hérodote, 4, 41.), par allusion aux rameaux minces et souples s’entrecroisant facilement.
L’épithète spécifique baccifera est un mot composé de latin scientifique construit sur deux étymons latins 1) bāca, (qqf. bacca), æ, f., baie : [en gén.] « fruit rond [de n'importe quel arbre], fruit » 2) verbe fero « porter, produire » ainsi baccifera s'interprète comme « portant des fruits ».

## Synonymie
Selon POWO, le nom valide Rhipsalis baccifera (J.S.Muell.) Stearn possède 3 synonymes :
- Cassytha baccifera J.S.Muell. in Sexual Syst. Linn. Class. 1: ord. 1 (1771), nom. cons.
- Cereus baccifer (J.S.Muell.) Hemsl. in Biol. Cent.-Amer., Bot. 1: 548 (1880)
- Rhipsalis cassytha Gaertn. in Fruct. Sem. Pl. 1: 137 (1788), nom. superfl.

L'espèce Rhipsalis baccifera  fait preuve d'un polymorphisme considérable. On a identifié de nombreuses sous-espèces.

Remarque : En Mésoamérique les spécimens étudiés sont généralement tétraploïdes alors qu'en Amérique du Sud ils sont diploïdes.
Sous-espèces (selon POWO)
- Rhipsalis baccifera subsp. baccifera
- Rhipsalis baccifera subsp. cleistogama M.Kessler, Ibisch & Barthlott, fleurs cléistogames, ce qui signifie qu'elles sont auto-fécondées avant même de s'ouvrir.
- Rhipsalis baccifera subsp. erythrocarpa (K.Schum.) Barthlott, aux fruits rouges
- Rhipsalis baccifera subsp. horrida (Baker) Barthlott
- Rhipsalis baccifera subsp. mauritiana (DC.) Barthlott

## Description
Rhipsalis baccifera  est une plante épiphyte parfois lithophyte, succulente (avec une teneur élevée en eau), développant des tiges ramifiées formées d’articles réitérés formées d’un segment vert, lisse, de 2–8 mm de diamètre, se terminant par un verticille ou un groupe resserré de bourgeons donnant successivement 2, 3, ...5, 6 nouveaux articles, sans épine, d’un vert plus ou moins pâle, sans feuille, sur lesquelles peuvent apparaître des racines adventives. Ces tiges font de 1 à 5 m de long. Elles sont généralement pendantes et enchevêtrées les unes dans les autres,.
Les tiges contiennent de la chlorophylle et sont donc capables d’assurer la fonction chlorophyllienne des feuilles. En ayant une surface plus petite que les feuilles, elles perdent moins d’eau par évapotranspiration.
Les fleurs sont latérales, solitaires, sans pédoncule, petites (10 mm de diamètre), blanches, d’un blanc verdâtre ou jaunâtre. La fleur comporte un périanthe formé de segments inégaux, triangulaires-oblongs à l’extérieur, jusqu’à 3 mm de long, et translucides à l’intérieur, 10 à 20 étamines, plus courtes que les segments intérieur du périanthe, un ovaire proéminent, papilleux, un style épais, 3-5 stigmates.
Le fruit est une baie de 4–8 mm de diamètre, sphérique ou allongé, blanc, rose (ou rouge). Les baies rondes blanchâtres et translucides évoquent les baies du gui.
Les graines peu nombreuses sont noires, brillantes, de 1 mm de long
Les tiges peuvent être foncées comme chez de nombreux autres Rhipsalis.
Les jeunes pousses sortant du sol d’abord épineuses, développent des tiges angulaires épineuses puis perdent peu à peu leurs épines avant de devenir cylindriques et inermes.
La morphologie des Rhipsalis varie selon les sous-espèces. La coloration rougeâtre ou pourpre des tiges est souvent une réaction à un ensoleillement fort ou à un stress lumineux.

## Aire d’origine, habitat

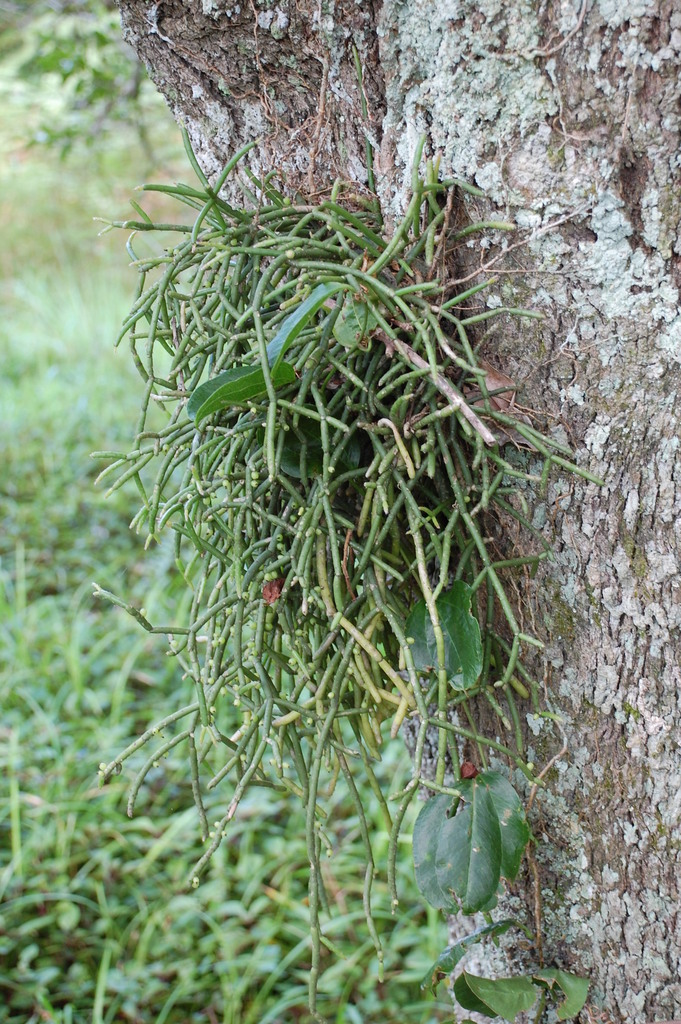
R. baccifera ssp mauritiana, épiphyte Umatamvuna Reserve, KwaZulu-Natal

Selon POWO, l’aire d’origine de Rhipsalis baccifera s’étend de l’Amérique tropicale et subtropicale, à l’Afrique tropicale, Sri Lanka et Madagascar. Il a été observé aussi en Indonésie, région de Bandung, Java de Ouest
La plante croît comme épiphyte sur les arbres de la forêt tropicale et dans la ripisylve, également dans l'humus sur les rochers ombragés. Généralement, haut perché sur un arbre de la forêt, il est peu visible de l’observateur occasionnel. Il peut être trouvé sur le tronc, à la jonction de branches. Ses racines s’accrochent le plus souvent à de l’écorce en décomposition. Il peut aussi survivre dans un environnement sec, comme sur un rocher.
C’est le seul cactus dont l’aire d’origine couvre l’Afrique, c'est ainsi le seul cactus trouvé dans la nature hors du Nouveau Monde .
Plusieurs théories ont été avancées pour expliquer la dispersion de R. baccifera :
- Certains suggèrent que des oiseaux migrateurs ont pu transporter des graines dans l'Ancien Monde[9].
- D'autres pensent qu'elle a été emportée par des marins dans l'Ancien Monde, peut-être diffusé en tant que substitut du gui pour les fêtes de Noël.

## Usage

### Horticole
Le cactus-spaghetti convient très bien en corbeille en suspension, dans un appartement, une véranda, avec un air assez humide. Il ne supporte pas le froid et ne pourra être sorti au jardin dans les régions tempérées que durant l’été.
Sous les climats tropicaux et subtropicaux, il peut être cultivé en extérieur au jardin.

### Plante médicinale
À La Réunion, la baie est  anthelminthique (ou vermifuge) c’est-à-dire qu’elle permet d'éradiquer les vers parasites, notamment gastro-intestinaux chez l'homme ou l'animal.
En Guyane française, les Wayãpi du haut Oyapock, utilisent la décoction des racines en bain contre les atteintes malveillantes de l’anaconda, ainsi que comme carminatif.

## Galerie

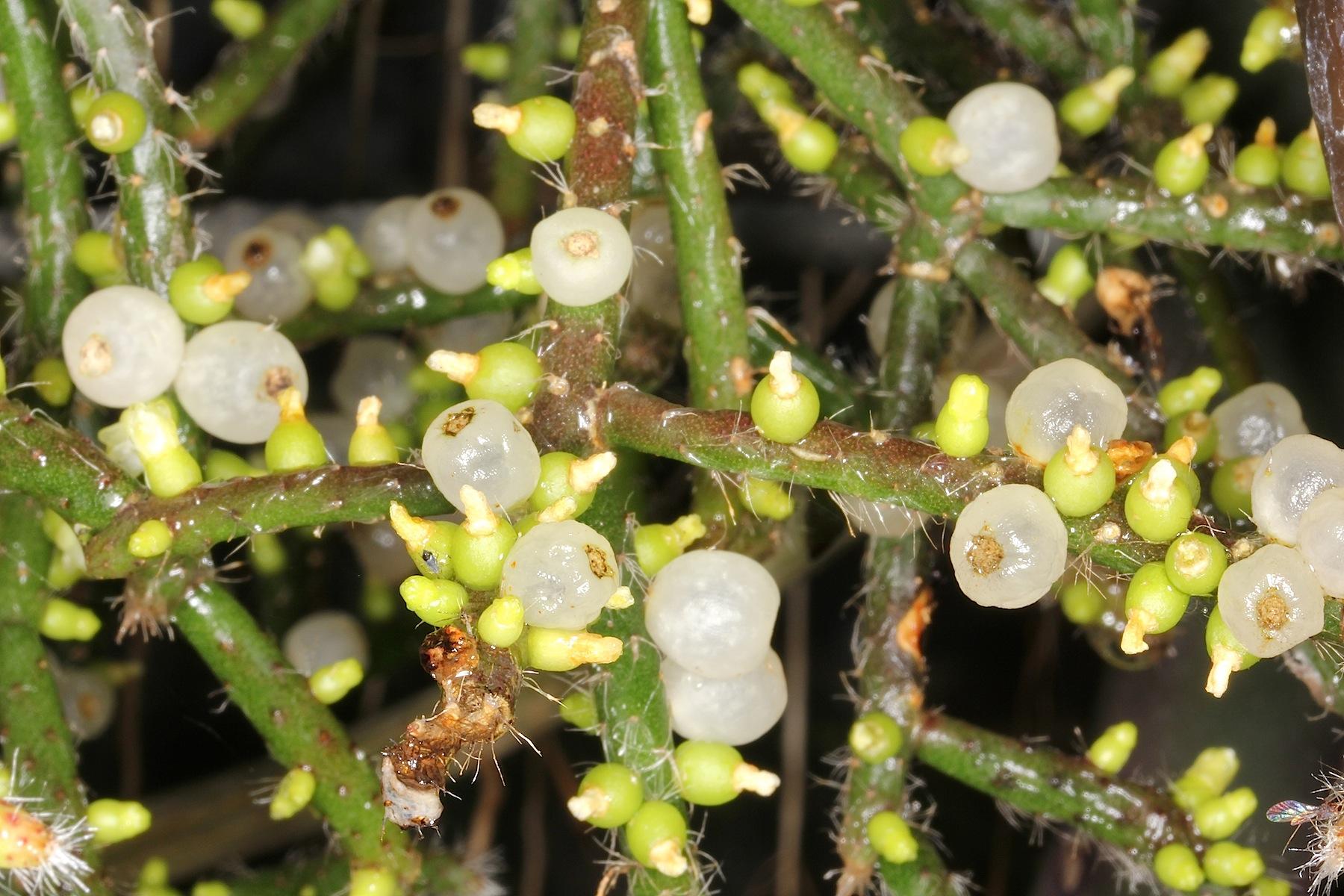
Rhipsalis baccifera ssp horrida, tiges épineuses, fruits translucides
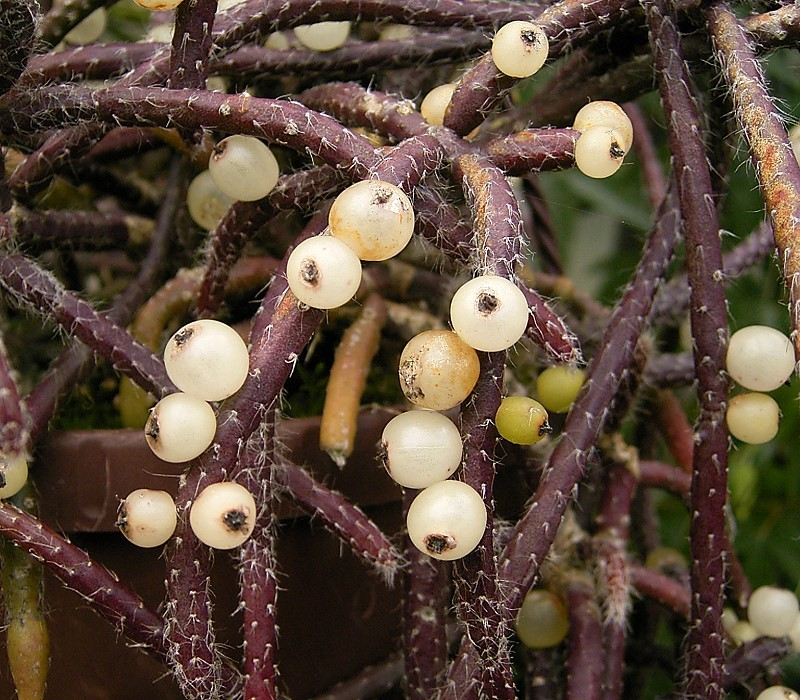
Fruit
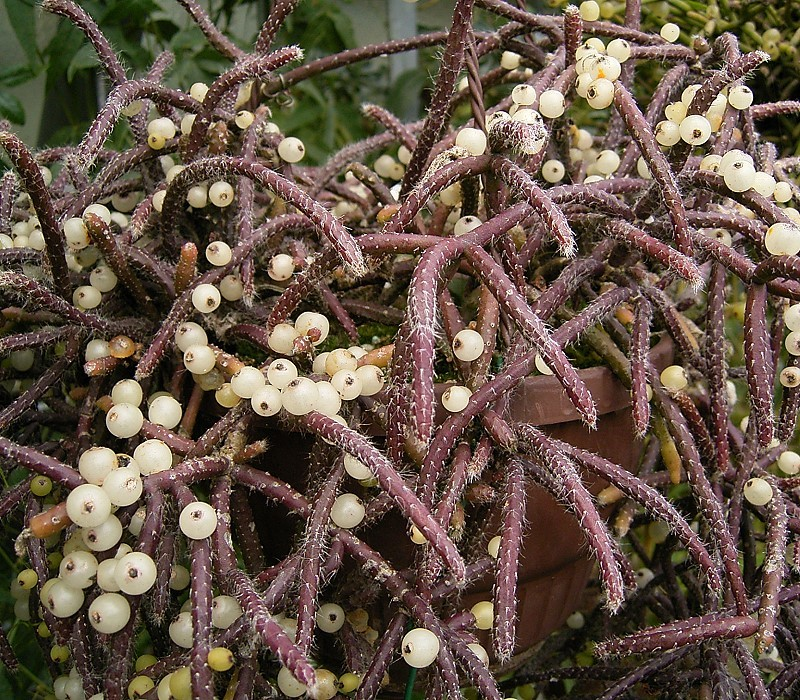
Branches
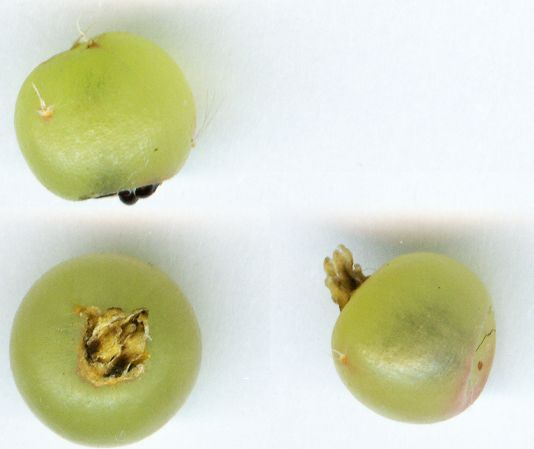
Fruit

## Sources
- (en) CITES : Rhipsalis baccifera (J.S. Mueller) Stearn  (+ répartition sur Species+) (consulté le 31 mai 2015)
- (en) UICN : espèce Rhipsalis baccifera (J.S. Mueller) Stearn (consulté le 31 mai 2015)
- Innes C, Wall B (1995). Cacti, Succulents and Bromeliads. Cassell & The Royal Horticultural Society.
- Edward F. Anderson : The Cactus Family (2001).